# Hydroeciodes cirramela
Hydroeciodes cirramela är en fjärilsart som beskrevs av Dyar 1916. Hydroeciodes cirramela ingår i släktet Hydroeciodes och familjen nattflyn. Inga underarter finns listade i Catalogue of Life.